# Schmölln-Putzkau
Schmölln-Putzkau (alt sòrab: Smělna-Póckowy) és un municipi alemany que pertany a l'estat de Saxònia. Limita al nord-est amb Doberschau-Gaußig, al nord amb Demitz-Thumitz, a l'oest amb Bischofswerda, a l'est amb Neukirch/Lausitz i al sud amb Neustadt (Saxònia).

## Districte
- Neuschmölln (Nowa Smělna) – ca. 100 h.
- Putzkau (Póckowy) – ca. 1.850 h.
- Schmölln (Smělna) – ca. 1.150 h.
- Tröbigau (Trjechow ) – ca. 300 h.